# Sayaka Yamaguchi
Sayaka Yamaguchi (山口 紗弥加, Yamaguchi Sayaka), née le 14 février 1980 dans la préfecture de Fukuoka, est une actrice japonaise,,.

## Filmographie sélective

### Cinéma
- 1996 : Rebirth of Mothra (モスラ, Mosura?) de Okihiro Yoneda
- 1997 : Rebirth of Mothra 2 (モスラ2 海底の大決戦, Mosura Tsū Kaitei no Daikessen?) de Okihiro Yoneda
- 1998 : Rebirth of Mothra 3 (モスラ 3 キングギドラ来襲, Mosura Surī Kingu Gidora Raishū?) de Okihiro Yoneda
- 2023 : My Happy Marriage (わたしの幸せな結婚, Watashi no shiawase na kekkon?) de  Ayuko Tsukahara